# Амазонский зелёный зимородок
Амазонский зелёный зимородок (лат. Chloroceryle amazona) — вид птиц из семейства зимородковых. Подвидов не выделяют.

## Описание
Амазонский зелёный зимородок достигает длины 29—30 см, самцы весят от 98 до 121 г, а самки — от 125 до 140 г. У взрослых самцов верхняя часть тела тёмно-бронзово-зелёная. Подбородок и горло белые, отделены от белого воротничка узкой тёмно-зеленой линией. Грудь ярко-рыжая, брюхо белое, бока испещрены тёмно-зелёными прожилками. Клюв чёрный. Радужная оболочка тёмно-коричневая; ноги тёмно-серые. Взрослые самки похожи на самцов, но у них грудь белая, а бока бутылочно-зелёного цвета.  В отличие от похожего зелёного зимородка у амазонского зелёного зимородка отсутствует белая маркировка на крыльях.
Приветственная позывка, или песня, или сигнал тревоги представляет собой ускоряющуюся серию, нарастающих по высоте, затем затихающих по высоте тона и громкости «see see see...su su su su». Также часто издают громкие, резкие, повторяющиеся «tek» или «klek», отрывистое «chrit», произносимые отдельно или быстро повторяющееся, переходящие в хрип.

## Распространение
Область распространения вида простирается от юга Мексики до севера Аргентины.

## Биология
Амазонский зелёный зимородок охотится с присады, время от времени покачивая головой или хвостом, и ныряет в воду за добычей; по возвращении бьёт рыбу о присаду, прежде чем проглотить её головой вперед. Иногда парит над открытой водой в поисках добычи, прежде чем нырнуть. В состав рациона входят рыбы (семейство харациновые (Characidae)) и ракообразные.
Сезон размножения продолжается с января по март в Коста–Рике и с февраля по май в Гондурасе. Во время ухаживания самец преподносит самке пищу и поднимает крылья над спиной в знак приветствия. Амазонский зелёный зимородок гнездится на берегах рек, в эрозионных оврагах или на высоких склонах вдоль дорог, обычно вблизи воды. Обе родительские птицы роют туннель длиной 1,2—1,6 м, диаметром 8—10 см. Наклонный, прямой или изгибающийся туннель заканчивается гнездовой камерой шириной 25 см, длиной 45 см и высотой 16 см. Гнёзда могут повторно использоваться в течение нескольких лет подряд. В кладке 3—4 яйца. Самка насиживает кладку ночью, а самец днём. Инкубационный период продолжается 22 дня. Птенцов выкармливают оба родителя. Гнездо загрязняется фекалиями и остатками пищи, которые могут быть заражены мухами и личинками. Взрослые особи часто вылезают из туннеля задом наперед и падают в воду, чтобы искупаться после кормления. Птенцы оперяются на 29-30-й день.